# Oihan Sancet
Oihan Sancet Tirapu (* 25. dubna 2000) je španělský fotbalista, který hraje jako záložník za španělský klub Athletic Bilbao a za španělskou reprezentaci.

## Reprezentační kariéra
Za reprezentaci do 21 let debutoval v přátelském utkání proti Německu. Hrál na Mistrovství Evropy U21 2023, na turnaji vstřelil branku.
V říjnu 2023 byl Sancet poprvé povolán do seniorské reprezentace pro dva zápasy kvalifikace na Mistrovství Evropy 2024 (se Skotskem a Norskem). Debutoval jako střídající hráč proti Skotsku a čtyři minuty před koncem zápasu vstřelil druhý gól v zápase, který Španělsko vyhrálo 2:0 (v některých mediích byl původně označen jako vlastní gól Ryana Porteouse).